# Sun Myung Moon
Sun Myung Moon (Chongju, 6 de janeiro de 1920 – Gapyeong, 3 de setembro de 2012) foi um líder religioso coreano conhecido por fundar a Igreja da Unificação.
Um pretendente ao Messias, os membros de sua igreja consideram ele e sua esposa Hak Ja Han como seus " Verdadeiros Pais ". Sua igreja é amplamente conhecida pelas suas cerimônias de casamento em massa . Moon é o autor das escrituras religiosas de sua igreja, o Princípio Divino, em que descreve sua visão anticomunista e de reunificação coreana.
Moon é conhecido ainda por seus empreendimentos e pelo apoio a causas conservadoras. Os negócios que ele promoveu incluíam News World Communications, uma corporação internacional de mídia de notícias conhecida por sua subsidiária americana The Washington Times, e Tongil Group, um grupo empresarial sul-coreano ( chaebol ), bem como outras organizações relacionadas . Moon mantinha ainda relações com figuras políticas e religiosas, incluindo os presidentes dos EUA Richard Nixon, George HW Bush e George W. Bush ; o presidente soviético Mikhail Gorbachev ; Presidente norte-coreano Kim Il Sung ; e o líder da Nação do Islã, Louis Farrakhan .
Moon nasceu onde hoje é a Coreia do Norte . Quando ele era criança, sua família se converteu ao cristianismo . Nas décadas de 1940 e 1950, ele foi preso várias vezes pelos governos norte e sul-coreanos por conta de sua nova religião, formalmente fundada como a Associação do Espírito Santo para a Unificação do Cristianismo Mundial, simplesmente conhecida como Igreja da Unificação, em Seul, Coreia do Sul, em 1954.
A Igreja da Unificação ensina valores conservadores e orientados para a família a partir de novas interpretações da Bíblia Cristã misturadas com a teologia do próprio texto de Moon, o Princípio Divino . Em 1971, Moon mudou-se para os Estados Unidos e tornou-se conhecido após fazer uma série de discursos públicos sobre suas crenças. No caso Estados Unidos v. Sun Myung Moon de 1982, ele foi considerado culpado de apresentar intencionalmente declarações de imposto de renda federais falsas e condenado a 18 meses de prisão federal. Seu caso gerou protestos de clérigos e libertários civis, que disseram que o julgamento foi tendencioso contra ele.
Moon foi criticado por fazer grandes exigências a seus seguidores e, muitas vezes, solicitar que as economias de suas vidas fossem doadas para atividades da igreja. Demandas essas que geraram dificuldades às famílias daqueles que doaram. Muitos de seus seguidores eram fervorosos e são frequentemente chamados na linguagem popular de "Moonies". Suas cerimônias de casamento em massa também atraíram críticas, especialmente depois que membros de outras igrejas participaram, incluindo o arcebispo católico romano excomungado  Emmanuel Milingo .

## Vocação religiosa
Segundo a página oficial da igreja que fundo, na páscoa de 1935 Jesus Cristo teria aparecido a ele, enquanto orava nas montanhas coreanas. Na visão que teria presenciado, Jesus pediu-lhe que continuasse a obra que havia começado na terra quase 2.000 anos antes e que completasse a tarefa de estabelecer o reino de Deus na terra e trazer paz à humanidade.
Numa tentativa de reunificar as duas Coreias, ainda segundo informe da própria igreja do reverendo, este viajara para a Coréia do Norte em dezembro de 1991 e se encontrou com o presidente Kim Il Sung, sob cujo regime ele havia sido torturado e enviado para um campo de trabalhos forçados. Seu objetivo era buscar maneiras de diminuir a distância entre os dois países, sendo recebido cordialmente, mas sem qualquer resultado prático.
Em 1996 fundou a Associação das Famílias para Unificação e Paz Mundial - AFUPM, em 2005, a Federação para a Paz Universal (UPF) e várias outras associações pelo mundo todo. Sua principal obra é Exposição do Princípio Divino, além dessa possui diversas, obras editadas em coreano e outros idiomas.[carece de fontes?]
É conhecido mundialmente por realizar casamentos em massa.
O Reverendo Moon investiu maciçamente em todo o mundo em obras de caridade e em empresas para difundir a paz e o desenvolvimento econômico, sobretudo na Coréia, controlando um bilionário conglomerado de empresas nas áreas de comunicações (News World Communications), automobilística (Pyeonghwa Motors), remédios, armas, turismo e publicidade (Tongil Group), entre outros.
No Brasil o Reverendo Moon investiu em terras do Mato Grosso do Sul em um total que chega a 85 mil hectares (além de outros 200 mil hectares da mesma terra no lado paraguaio). Em 2002 a Assembleia Legislativa Sul-Matogrossense instaurou uma CPI para investigar o caso, que foi arquivado sem nenhuma acusação ou indiciamento.
Nos anos 1990 o Reverendo Moon deu início ao ambicioso projeto de transformar a cidade de Jardim (Mato Grosso do Sul) em uma cidade modelo para o mundo, com milhares imigrantes coreanos, japoneses e de dezenas de outros países.
O Clube Esportivo Nova Esperança, conhecido por CENE, fundado na cidade de Jardim (Mato Grosso do Sul), é um time de futebol brasileiro pertencente à Igreja da Unificação, juntamente com o Clube Atlético Sorocaba. Os investimentos do Reverendo Moon no Brasil superam o montante de 35,5 milhões de dólares americanos.
Morreu em 3 de setembro de 2012 devido à complicações de uma pneumonia.